# Martina Dierks

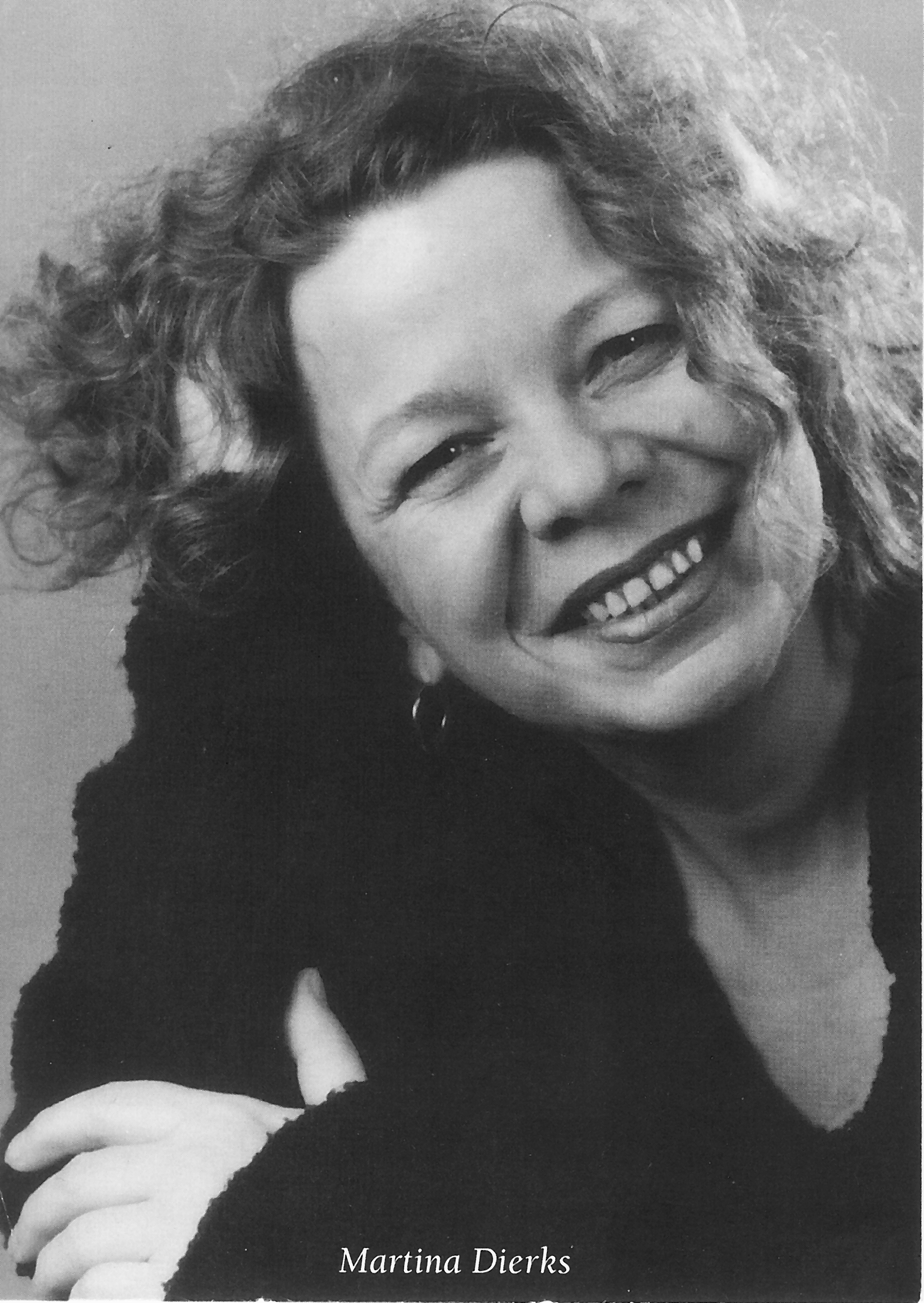

Martina Dierks (* 15. April 1953 in Berlin; † 28. August 2012 ebenda) war eine deutsche Schriftstellerin.

## Biografie
Martina Dierks wurde in Ost-Berlin geboren und wuchs bei ihren Großeltern auf, 1961 übersiedelte sie mit ihren Eltern nach West-Berlin. Sie machte eine Ausbildung zur Fremdsprachenkorrespondentin und absolvierte anschließend das Begabtenabitur. Nach dem Studium der Germanistik und Slawistik arbeitete sie u. a. als Krankenschwester, Kellnerin, Friedhofsgärtnerin und am Fließband in einer Schokoladenfabrik.
Dierks verfasste bereits als Kind und Jugendliche Gedichte und Kurzgeschichten. Seit 1987 trat sie neben Veröffentlichungen in Lyrik-Anthologien vor allem als Autorin von Kinder- und Jugendbüchern sowie für die SFB- bzw. rbb-Kinderfunksendung Ohrenbär in Erscheinung.
Martina Dierks lebte bis zu ihrem Tod im Alter von 59 Jahren mit ihrem Lebenspartner Raimund Krone in Berlin-Schöneberg.

## Werke (Auswahl)
- Spaghetti mit Konfetti, 1993 ISBN 3-928885-27-8
- Lackschuhtussi, 1995 ISBN 3-8339-6078-7
- Rosensommer, 1996 ISBN 3-8339-6082-5
- Wo der Hund begraben liegt (Der Clan von Lampedusa), 1998 ISBN 3-8339-6077-9
- Die Rollstuhlprinzessin, 2000 ISBN 3-8339-6080-9
- Blauer Vogel Sehnsucht, 2000 ISBN 3-423-78150-5
- Hexengewitter, 2000 ISBN 3-8339-6076-0
- Romeos Küsse, 2000 ISBN 3-8339-6081-7
- Das Wahnsinnsteam im Geisterfieber, 2001 ISBN 3-8339-6075-2
- Der Feenkrieg, 2001 ISBN 3-8339-6072-8
- Tilla von Mont Klamott, 2002 ISBN 3-357-00830-0
- Mäc Körty – Der Hund, der vom Himmel fiel, 2004 ISBN 3-401-05604-2
- Das Wahnsinnteam im Geisterfieber, 2004 ISBN 3-357-00909-9
- Blinky Boots – Der Mondscheinmord, 2004 ISBN 3-357-00550-6
- Blinky Boots – und der dünne Mann, 2004 ISBN 3-357-00947-1
- Blinky Boots – Das Katzentestament, 2004 ISBN 3-357-00516-6
- Broken wings – Gefährliche Liebe, 2005 ISBN 3-423-70948-0
- Blinky Boots – Piraten des Schreckens, 2005 ISBN 3-8339-6093-0
- Siri die Montagsfee, 2006 ISBN 3-401-08915-3
- Herz aus Eis, 2006 ISBN 3-401-02662-3
- Zauber der Johannisnacht, 2007 ISBN 978-3-401-06084-2
- Böse Mädchen, 2007 ISBN 978-3-7891-3312-1
- Die fabelhaften Vier – Viel Lärm um Lila, 2008 ISBN 978-3-7891-3313-8
- Die fabelhaften Vier – Alles wegen Anton, 2009
- Die fabelhaften Vier – Drei Engel für Jo, 2009
- Die fabelhaften Vier – Eine Klasse für sich, 2010

## Auszeichnungen
- 2002: Bad Harzburger Jugendliteraturpreis